# 笑福亭松右衛門
笑福亭 松右衛門（しょうふくてい まつえもん、1839年 - 1896年7月）は、軽口の芸人、落語家（上方噺家）。本名： 井筒家清太郎。

## 来歴
最初は初代桂文枝の門下で桂文太郎、1874年ころに2代目笑福亭松鶴の門下で笑福亭松右衛門となった。
落語、軽口等をやっていたようだがまったく売れなかった、この人物は実の子3兄弟にいかにも人を食った命名した奇人で有名。
長男は勘三（甘草）、次男は陀羅助（だらすけ）は、吉野大峰山名産の苦い胃腸薬「陀羅尼助丸」、妹はお里（お砂糖）と名付けたため、役所や警察に戸口調査の際、叱られたと言う。陀羅助は後に噺家になり2代目桂文枝（後の桂文左衛門）の門下で桂文屋を名乗った。
松右衛門は風采がまったく上がらない人で「カンチョウライ」という意味のない口癖があった、その後同業者の間では楽屋などでしょぼくれた男のことを「カンチョウライ」と呼ぶようになったと言う。
親孝行な息子文屋は父・松右衛門が死去した時に当時としては珍しく新聞に広告を載せたという。